# Éria Élia Teodora
Éria Élia Teodora (em latim: Aeria Aelia Theodora) foi uma cortesã romana do século III/IV. Mencionada numa inscrição como "mulher honesta" (honesta femina), sabe-se que era irmã de Vetúrio Publílio Potito.